# Brachythecium pinnirameum
Brachythecium pinnirameum är en bladmossart som beskrevs av C. Müller 1896. Brachythecium pinnirameum ingår i släktet gräsmossor, och familjen Brachytheciaceae. Inga underarter finns listade i Catalogue of Life.